# CANDU炉

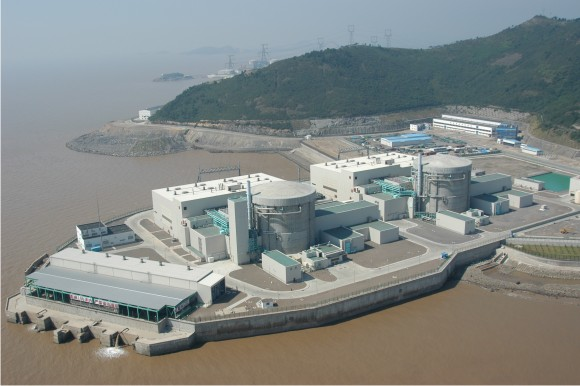
中国浙江省(北緯30.436度、東経120.958度)に位置する、秦山 フェーズⅢ 1・2号機:(カナダ原子力公社 (AECL)によって設計された)CANDU6炉2基はThird Qinshan Nuclear Power Company Limitedによって所有および運営されている。 工作物は基本的にCANDU-6設計に特有の2つに分割されたプラントであることに注意

| 1 | 燃料集合体                     | 8  | 燃料交換機               |
| 2 | カランドリア（原子炉圧力容器） | 9  | 重水（減速材）           |
| 3 | 制御棒                         | 10 | 圧力管                   |
| 4 | 加圧器                         | 11 | 蒸気                     |
| 5 | 蒸気発生器                     | 12 | 低温の二次冷却水         |
| 6 | 給水ポンプ                     | 13 | コンクリート製放射線遮蔽 |
| 7 | 再循環ポンプ                   |    |                          |

CANDU炉の模式図。一次冷却水系は黄色と橙色、二次冷却水系は赤色と青色で描かれている。減速用の重水はピンク色

CANDU炉（キャンドゥろ、英語: CANDU reactor）とは、中性子の減速及び燃料の冷却に、主に重水を使用することを特徴とする原子炉のことである。減速材に重水を使用することから重水炉に分類される。CANDUとはCanadian deuterium uraniumの略である。1960年代にカナダ政府と民間企業との合弁企業によって設計された。
CANDU (Canada Deuterium Uranium(カナダ・デューテリウム(aka重水素)・ウラン))は発電に使用されるカナダの加圧重水炉設計である。アクロニム(頭字語)は、その 重水素 酸化物 (重水) 減速材 と (元は 天然) ウラン 燃料の使用を指す。CANDU炉はカナダ原子力公社(AECL)、オンタリオ水力発電委員会(Hydro-Electric Power Commission of Ontario)、Canadian General Electric、およびその他の企業間のパートナーシップによって、1950年代後半から60年代に初めて開発された。
CANDU炉には主に2つのタイプがあり、大規模プラントのマルチ原子炉工作物(installations)で使用することを意図していた約500 MWeのオリジナル設計と、単一のスタンドアローン・ユニットまたは小規模なマルチユニット・プラントで使用するように設計された600 MWeクラスの合理化されたCANDU-6がある。CANDU-6ユニットはケベック州とニューブランズウィック州と同様に、パキスタン、アルゼンチン、韓国、ルーマニア、と中国に建てられた。非CANDU-6設計の一例がインドに販売された。マルチユニット設計はカナダオンタリオ州でのみ使用され、より多くのユニットが州に設置されるにつれサイズとパワーが増大し、ダーリントン原子力発電所に敷設されたユニットでは~880 MWeに達することになった。CANDU-6に似た方法でより大きなユニットを合理化する努力はCANDU-9につながった。
2000年代初頭までに、オリジナルのCANDU設計の販売見通しは他社からのより新しいデザインの導入により次第に減少していた。AECLはCANDU-9の開発をキャンセルすることで対応し、そして改良型CANDU炉 (ACR) 設計に移行する。ACRは買い手を見つけられなかった; 最後の販売可能性はダーリントンでの拡張のためだったが、これは2009年にキャンセルされた。2011年10月、カナダ連邦政府はCANDUの設計を当時のAECLの旧原子炉開発およびマーケティング部門も買収したCandu Energy (SNC-Lavalinの完全子会社)にライセンス供与した。Candu Energyは中国核工業集団とのパートナーシップを通じて既存のサイトのサポートサービスを提供し、ルーマニアとアルゼンチンで、以前は停滞していた設備を完成させている。SNC-Lavalin(AECLの後継)は、アルゼンチン(アトゥチャ(?)3号機)で新しいCANDU-6炉の販売を進めており、中国や英国も同様である。ACR炉の販売努力は終了した。
2017年、業界との協議はNatural Resources Canadaが小型モジュール炉等の開発を目標とする"SMRロードマップ"を打ち立てることを導いた。それに応じて、SNC-LavalinはCANDUの300 MWe SMRであるCANDU SMRを開発し、同社のウェブサイトで強調し始めた。2020年、CANDU SMRはカナダのデモンストレーション・プロジェクトのさらなる設計作業には選ばれなかった。SNC-Lavalinは地球温暖化への対策による需要予測もあり、300MW SMRのマーケティングをまだ検討中である。

## 設計と操業
1. 燃料集合体
2. カランドリア (炉心)
3. アジャスターロッド(制御棒)
4. 加圧器
5. 蒸気発生器
6. 軽水 ポンプ
7. 重水ポンプ
8. 燃料補給機
9. 重水減速材
10. 圧力管
11. 蒸気タービンに向かう蒸気
12. タービンから戻ってきた冷水
13. 鉄筋コンクリート製格納容器 兼 原子炉建屋 ()

CANDU炉の模式図: 一次重水ループの高温と低温側; 二次軽水ループの高温と低温側; そしてカランドリア内の冷たい重水減速材、に沿って部分的に挿入された(CANDUの制御棒として知られる)アジャスターロッド。

CANDU設計の基本操作は他の原子炉に似ている。原子炉炉心での分裂反応は一次冷却ループ内の加圧水を加熱する。熱交換器(蒸気発生器としても知られる)は、発電機が取り付けられた蒸気タービンを駆動する (典型的なランキン熱力学サイクルの場合)二次冷却ループに熱を伝える。タービンからの蒸気排気はその後、冷却され、凝縮され、給水として蒸気発生器に戻される。最終的な冷却には、湖、川、海などの近くの水源からの冷却水を使用することがよくある。(オンタリオ州トロント近くのダーリントン原子力発電所のような)より新しいCANDUプラントは、ディフューザーを使用して暖かい出口の水をより大きな体積に広げ環境への影響を制限する。今日までのすべてのCANDUプラントはオープンサイクル冷却を使用しているが、最新のCANDU設計では代わりに冷却塔を使用できる。CANDUの設計が他のほとんどの設計と異なる点は核分裂性炉心と一次冷却ループの詳細にある。天然ウランは主にウラン238と少量のウラン235の混合物および微量のその他の同位体で構成される。これらの元素の核分裂は高エネルギー中性子を放出し、これにより燃料中の他の235U原子も同様に核分裂を可能にする。このプロセスは中性子エネルギーが反応によって自然に放出されるエネルギーよりもはるかに低い場合にはるかに効果的である。ほとんどの原子炉は中性子のエネルギーを下げるために何らかの形の中性子減速材を使用するか、または "thermalize" を使用して、反応をより効率的にする。この減速プロセス中に中性子によって失われたエネルギーは減速材を加熱し、この熱は電力のために抽出される。
大抵の商用原子炉設計の場合、水を減速材として使用する。水は中性子の一部を吸収するため、天然ウランでは反応を維持できない。CANDUはこの「軽い」水を重水に置き換える。重水の余分な中性子は余分な中性子を吸収する能力を低下させ、結果として中性子の経済性が向上する。これによりCANDUは濃縮されていない天然ウラン、またはプルトニウムやトリウムなどの多種多様な他の物質と混合されたウランで運転することができる。これがCANDU設計の主な目標であった; 天然ウランで操業することで、濃縮コストが削減される。これは兵器にも使用される可能性のある濃縮施設が不要であるため、核拡散の観点からも利点を示す。

### カランドリアと燃料設計

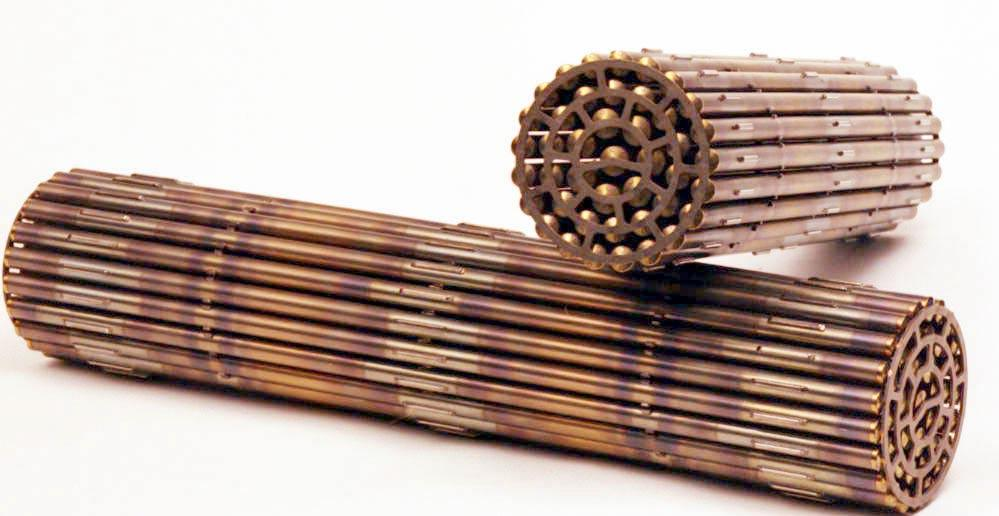
2つのCANDU燃料束: それぞれ長さ約50 cm直径10 cmで、CANDU原子炉内で約1 GWhの電力を発電できる

従来の軽水炉 (LWR) の設計では、核分裂性炉心全体が大きな圧力容器に置かれる。クーラントのユニットで取り除ける熱量は温度の関数である; コアを加圧することにより、水は沸騰する前にはるかに高い温度に加熱できるため、これにより、より多くの熱を除去し炉心をより小さく効率的にすることができる。
要求されたサイズの圧力容器を建造することは重要な課題であり、そしてCANDUの設計の時、カナダの重工業は要求されたサイズの原子炉圧力容器を鋳造および機械加工するのに必要な経験と能力が欠けていた。より大きな原子炉炉心を必要とする天然ウラン燃料の核分裂密度が低いことにより、この問題は増幅される。この問題はとても大きかった: もともとNPDでの使用を意図していた比較的小さな圧力容器でさえ、 建設途中の再設計の前は国内で製造することができず代わりにスコットランドで製造する必要があった。商用重水減速発電炉における要求されたサイズの圧力容器の製造に必要な技術の国内開発は非常にありそうにないと考えられていた。
CANDUでは直径約10 cmの燃料束が多数の小さな金属管で構成される。 束は純粋に減速材として機能する追加の重水を含むより大きな容器内の圧力管に含まれる。カランドリアとして知られるこの大きな容器は、加圧されておらず、はるかに低い温度のままであるため、製造がはるかに簡単である。圧力管からの熱が周囲の減速材に漏れるのを防ぐために、各圧力管はカランドリア管に封入されている。2本のチューブの隙間にある二酸化炭素ガスは断熱材として振る舞う。減速材タンクは追加の安全機能を提供する大きなヒートシンクとしても振る舞う。
従来の加圧水型原子炉では、システムに燃料を補給するには炉心を停止し、圧力容器を開く必要がある。CANDUでは、燃料を補給する単一の(圧力)管のみを減圧する必要がある。これはCANDUシステムをシャットダウンせずに継続的に燃料補給することを可能にし、もう1つの主な設計目標であった。現代のシステムでは、2台のロボットマシンが原子炉の面に取り付けられ、圧力管のエンドキャップを開ける。一方の機械が新しい燃料を押し込むことで、劣化した燃料が押し出されもう一方の端で回収される。オンライン燃料補給の重要な運用上の利点は、故障もしくは漏れた燃料束が見つかったら炉心から取り外すことができるため、一次冷却ループの放射線レベルが低下することである。
各燃料束は酸化ウラン燃料 (燃料要素) のセラミックペレットで満たされた細いチューブから組み立てられたシリンダーである。古い設計では、(燃料)束には長さ0.5メートルの燃料要素が28個または37個あり、そのような集合体が12～13本あり、圧力管内に端から端まで配置されていた。より新しいCANFLEX(燃料)束は2つの要素サイズを持つ43個の燃料要素があり、（そのため最も高温の燃料要素を溶かすことなく出力定格を上げることができる）。直径で約10センチメートル (3.9 in)、長さ0.5メートル (20 in)、重さ約20キログラム (44 lb)、最終的に37要素の(燃料)束に置換することを意図されている。中性子が(燃料)束の間を自由に流れるようにするために、(圧力)管と(燃料)束は中性子透過ジルカロイ (ジルコニウム + ニオブ 2.5重量%) でできている。

### 重水の使用目的

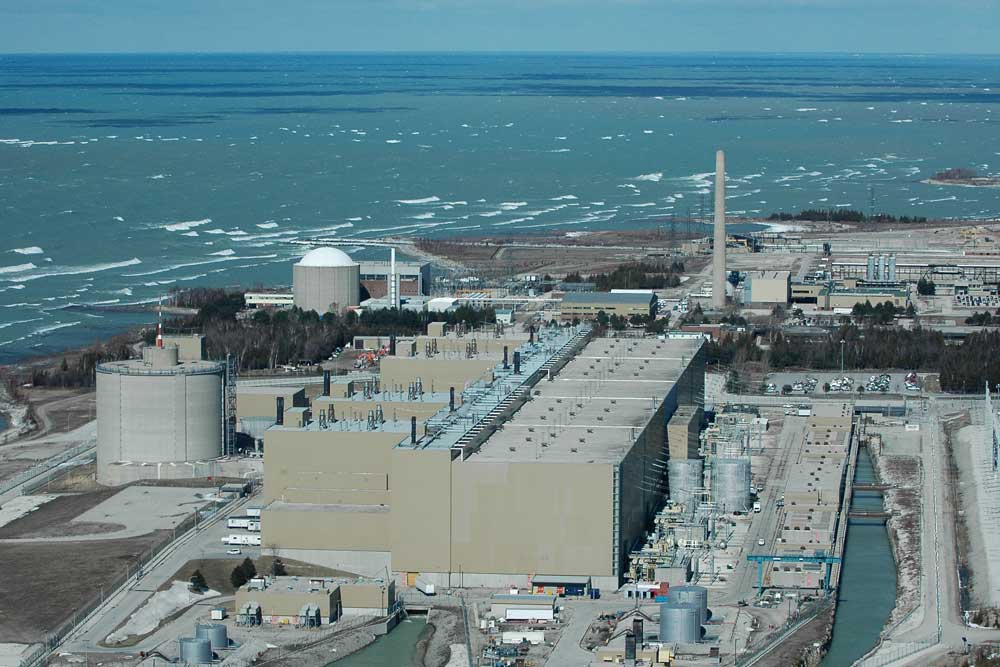
ブルース原子力発電所は、CANDU炉8基を運用しており、正味稼働容量で世界最大の原子力発電所である。

天然ウランは同位体の混合物で、主にウラン238であり、重量で0.72%の核分裂性ウラン235が含まれている。原子炉は時間の経過とともに安定した核分裂率を目指し、ここで核分裂によって放出された中性子は他の核分裂性原子で同数の核分裂を引き起こす。このバランスは臨界と呼ばれる。これらの反応で放出される中性子はかなりエネルギーが高く、周囲の核分裂性物質と容易に反応し (「捕捉」され)ない。この率を改善させるために、それらのエネルギーを減速する必要があり、理想的には燃料原子自体と同じエネルギーにする。これらの中性子は燃料と熱平衡状態にあるため、熱中性子(thermal neutrons)と呼ばれる。
238Uは中間エネルギー中性子に対して大きな親和性 (「共鳴」吸収) を持っているため、減速中に中性子とウランを分離するのに役立つが、約 1.5–2 MeV を超えるいくつかの高エネルギー中性子によってのみ容易に核分裂する。燃料のほとんどは通常 238U であるため、ほとんどの原子炉設計は減速材によって分離された細い燃料棒に基づいており、中性子が再び燃料に入る前に減速材の中を移動できるようにする。より多くの中性子は連鎖反応を維持するために必要な量よりも放出され; ウラン238が余剰分だけを吸収すると、プルトニウムが生成され、ウラン235の消耗を補うのに役立つ。最終的には238Uよりもさらに中性子吸収をする核分裂生成物の蓄積により反応が遅くなり、燃料補給が必要になる。
軽水は優れた減速材になる: 軽水素原子は質量が中性子に非常に近く、(2つのビリヤードボールの衝突のように)1回の衝突で多くのエネルギーを吸収できる。軽水素はまた中性子の吸収にもかなり効果的であり、また天然ウラン中の少量の 235U と反応するには余りにも少ないため、臨界が妨げられる。臨界を可能にするためには、燃料を濃縮し、235U の量を使用可能なレベルまで増やす必要がある。軽水炉では、燃料は通常2%から5%の間の 235U に濃縮される（235Uが少ない残りの部分は劣化ウランと呼ばれる）。濃縮施設の建設と運用には費用がかかる。それらは最大で兵器級の材料(90%またはそれ以上の235U)まで235Uをさらに濃縮させるために使用できるため、拡散の懸念事項でもある。これは燃料が国際的に承認されたサプライヤーによって供給、再処理される場合に是正できる。
軽水に対する重水減速材の主な利点は連鎖反応を維持する中性子の吸収が減少し、（濃縮されていない天然ウラン燃料を使用する程度まで）活性原子の濃度を低くすることができることである。デューテリウム ("重水素") は、軽水素が吸収する余分な中性子を既に持っているため、中性子を捕捉する傾向が減少する。重水素は、(ほぼ同じ質量を持つ軽水素と比較して)中性子1個の2倍の質量を持っており; この不一致は中性子を減速するのにより多くの衝突が必要であることを意味し、燃料棒間の減速材の厚みを大きくする必要がある。これにより炉心サイズが大きくなり中性子漏れが増加する。それはカランドリアデザインの実用的な理由でもあり、そうしないと、非常に大きな圧力容器が必要になる。天然ウランの235U密度が低いことは、また核分裂生成物 + 238U に対する 235U の比率が低いため、核分裂率が臨界を維持するには低くなりすぎる前に消費される燃料が少なくなることも意味する。CANDUでは減速材のほとんどが他の設計よりも低温であり、速度の広がりと減速材粒子の全体的な速度が減少する。これは、ほとんどの中性子が最終的により低いエネルギーになり、核分裂を引き起こす可能性が高くなることを意味するため、CANDUは天然ウランを「燃焼」させるだけでなく、より効果的に燃焼させる。全体として、CANDU炉は発電される電力の単位あたり、軽水炉よりも30～40%少ない採掘ウランを使用する。これは重水設計の大きな利点であり; 必要な燃料が少なくて済むだけでなく、燃料を濃縮する必要がないため、はるかに安価である。
重水減速のもう1つのユニークな特徴は、連鎖反応の安定性がより高いことである。これは重水素原子核の結合エネルギーが比較的低い (2.2 MeV) ためであり、一部の高エネルギー中性子、特にガンマ線が重水素原子核を分解して余分な中性子を生成する。核分裂によって直接生成されるガンマ線と、核分裂片の崩壊によって生成されるガンマ線の両方に十分なエネルギーがあり、核分裂片の半減期は数秒から数時間、さらには数年の範囲である。これらのガンマ線で発生した中性子の応答が遅いため、原子炉の応答が遅れ、緊急時にオペレーターに余分な時間が与えられる。ガンマ線は水中を何メートルも移動するため、原子炉の一部で連鎖反応が増加すると原子炉の残りの部分から反応が生じ、さまざまな負のフィードバックが反応を安定化させる。
一方、核分裂中性子は別の燃料棒に到達する前に完全に減速され、これは中性子が原子炉のある部分から別の部分に移動するのに長い時間がかかることを意味する。したがって連鎖反応が原子炉の1つのセクションで加速した場合、変化はゆっくりと残りの炉心に伝播し、緊急時に対応する時間が与えられる。核分裂性物質がウラン235、ウラン233、プルトニウムのいずれであっても、すべての燃料束は同じ環境を経験し、同じように近隣の燃料に影響を与えるため使用される核燃料からの中性子エネルギーの独立性はCANDU炉におけるそのような燃料の柔軟性を可能にするものである。
カナダは濃縮施設へのアクセスを欠いている間に原子力エネルギーを調査するため第二次世界大戦後の時代に重水減速設計を開発した。戦争時代の濃縮システムは、建設と運用に非常に費用がかかったが、一方、重水ソリューションは実験用のZEEP原子炉で天然ウランを使用することを可能にした。はるかに安価な濃縮システムが開発されたが、しかし米国はより安価なガス遠心分離プロセスに関する研究を機密扱いにした。CANDUは、したがって天然ウランを使用するように設計された。

## 安全機能
CANDUは、その設計に多数のアクティブおよびパッシブセーフティ機能が含まれる。 これらのいくつかはシステムの物理レイアウトの副作用である。
CANDU設計は正のボイド係数と同様に小さな出力係数を持ち、通常原子炉設計では悪いと考えられている。これは冷却剤で生成された蒸気が反応速度を高め、それがより多くの蒸気を生成することを意味する。これはカランドリア内の減速材のより低温の大部分については、炉心での重大な蒸気事故でさえ減速サイクル全体に大きな影響を与えることがない多くの理由の1つである。減速材自体が沸騰し始めた場合にのみ、何らかの重大な影響があり、また巨大な熱質量(en:Thermal mass)はこれがゆっくりと発生するということを保証する。CANDU内の核分裂プロセスの応答をわざと「のろく」することで、運転員は問題を診断して対処するためにより多くの時間を割くことができる。
燃料チャネルは機械的に健全な場合にのみ臨界を維持できる。もし燃料束の温度が機械的に不安定になるところまで上昇すると、それらの水平レイアウトは、自らの重力で曲がり、(燃料)束のレイアウトをシフトし、反応効率を低下させるということを示す。なぜなら元の燃料配置は連鎖反応に最適であり、そして天然ウラン燃料は余剰反応度が少なく、いかなる大幅な変形は燃料ペレット間の核分裂反応を停止する。これはかなりの熱出力を供給し続けるであろう核分裂生成物崩壊による熱生成を止めることはない。もしこのプロセスが燃料束をさらに弱体化させると、それらが入っている圧力管は、最終的にはカランドリアチューブに触れるほど曲がり、減速材タンクに効率よく熱を伝えることができる。減速材容器はそれ自体でかなりの熱容量を持ち通常は比較的低温に保たれている。
核分裂生成物によって発生する熱は最初は原子炉フルパワーの約7%であり、かなりの冷却が必要である。CANDUの設計にはいくつかの緊急冷却システムがあり、同様に限られた熱的手段による自己ポンプ能力を備えている(蒸気発生器は原子炉のかなり上にある)。壊滅的な事故や炉心メルトダウンが発生した場合でさえ、軽水では燃料は重要ではない。これは近くの水源からの水で炉心を冷却しても、燃料塊の反応性を増やさないことを意味する。
通常核分裂率は余分な中性子を吸収する液体ゾーンコントローラーと呼ばれる軽水コンパートメントと、中性子束を制御するために炉心内で上げ下げすることができるアジャスターロッドにより制御される。これらは通常の操作に使用され、異なる部分が通常その位置に応じて異なる率で燃焼しようとするがゆえに、運転員が燃料塊全体の反応度を調整することを可能にする。アジャスターロッドは、臨界を遅くしたり止めたりするためにも使用できる。これらのロッドは高圧燃料管ではなく低圧カランドリアに挿入されるため、多くの加圧水型原子炉の設計上の問題である蒸気によって「排出」されることはない。
2つの独立した、即効型安全シャットダウンシステムもある。遮断棒は電磁石によって原子炉の上に保持され、重力下で炉心に落下して臨界を迅速に終わらせる。このシステムは電磁石が電力を利用可能な場合にのみ棒を炉外に保持するため、たとえ完全な停電が発生した場合でも機能する。二次システムは高圧硝酸ガドリニウム中性子吸収溶液をカランドリアに注入する。

## 燃料サイクル

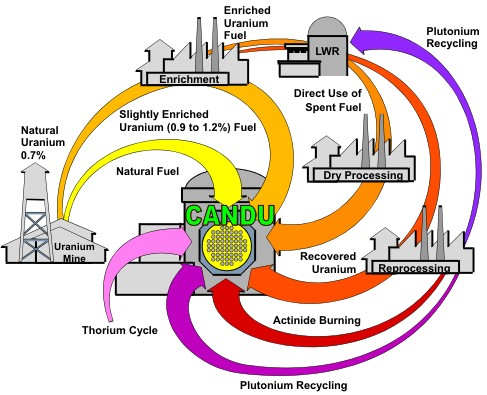
可能なCANDU燃料サイクルの範囲: CANDU炉は、軽水炉からの使用済み燃料を含む、さまざまな種類の燃料を受け入れることができる。

重水設計は軽水炉よりもより低濃度の核分裂性原子で連鎖反応を維持でき、いくつかの代替燃料を使用できるようにする; たとえば、使用済み軽水炉燃料からの「回収ウラン」(RU)。CANDUは235Uがわずか0.7%の天然ウラン用に設計されており、そのため235U濃度0.9%の再処理ウランは比較的リッチな燃料である。これによりウランからさらに30～40%のエネルギーが抽出される。中国にある秦山CANDU炉は回収ウランを使用している。開発中のDUPIC (Direct Use of spent PWR fuel in CANDU →CANDUでの使用済みPWR燃料の直接利用) プロセスは再処理しなくてもリサイクルできる。燃料は空気中で焼結（酸化）され、次に水素中で（還元）粉末に砕き、その後CANDU燃料ペレットに成形される。
CANDU炉はまた、より豊富なトリウムから燃料を増殖させることもできる。これは自国の天然トリウム埋蔵量から利点を得るため、インドによって調査されている最中である。
LWRよりもさらに優れた、CANDUはウランとプルトニウム酸化物の混合物（MOX燃料）を活用することができ、そのプルトニウムは解体された核兵器または再処理された原子炉燃料のいずれかからである。再処理されたプルトニウムに含まれる同位体の混合物は、兵器としては魅力的ではないが、しかし燃料として使用でき（単に核廃棄物になる代わりに）、兵器級プルトニウムを消費することで核拡散の危険を排除する。もしその目的が明確にプルトニウムまたは使用済み燃料からの他のアクチニド(actinides)を活用することならば、MOXよりも効率的にこれを行うために特別な不活性マトリックス燃料が提案されている。ウランを含まないため、これらの燃料は余分なプルトニウムを生成しない。

## 経済(学)
重水減速材の中性子経済(en)とオンライン燃料補給の正確な制御はCANDUが天然ウラン、再処理ウラン、トリウム、プルトニウム、使用済み軽水炉燃料など、濃縮ウラン以外の幅広い燃料を使用することを可能にする。濃縮の費用を考えると、これは燃料をはるかに安くすることができる。炉心と熱伝達システムを満たすために純度99.75%の重水を大量に注入する初期投資がある。ダーリントン発電所の場合、情報公開法(freedom of information act)の要求の一環として発表されたコストは、プラント(4炉合計で正味容量3,512 MWe)の夜通しコスト(overnight cost)を51億1,700万カナダドル(1990年代初頭の為替レートで約42億米ドル)と見積もっている。利息を含む総資本コストは143億1900万カナダドル (約119億米ドル) で、重水はこのうち15億2800万ドル(11%)を占める。
重水は軽水よりも中性子の減速効率が低いため、CANDUは同出力に対してより大きな減速材対燃料比とより大きな炉心を必要とする。カランドリアベースの炉心は構築するのに安価だが、そのサイズにより封じ込め建物(containment building)などの標準機能のコストが増加する。一般的に原子力発電所の建設と運用は、生涯コスト全体の約65%であり; CANDUの場合、費用はさらに建設によって占められる。CANDUへの燃料供給は他の原子炉よりも(全体の約10%しかかからないため)安価で、kWhあたりの全体的な電気価格は同等である。次世代の改良型CANDU炉 (ACR) は軽水冷却材を使用し、減速材の少ない、よりコンパクトな炉心を使用することによってこれらのデメリットを軽減する。
最初に導入されたとき、CANDUは同世代の軽水炉よりもはるかに優れた設備利用率(capacity factor: CF、フルパワーで100%稼働した場合に生成される電力に対する生成される電力の比率)を提供した。軽水設計では(平均して)、約半分の時間を燃料補給またはメンテナンスに費やした。1980年代以降、軽水炉停止管理の劇的な改善により、いくつかのユニットが90%以上の設備利用率を達成しており、2010年の全体的なフリート性能は92%で、ギャップは縮小されている。最新世代のCANDU-6炉のCFは88～90%だが、全体的なパフォーマンスは、CFが80%程度の古いカナダのユニットに占められている。改装されたユニットは歴史的にパフォーマンスが低く、65%程度を示していた。これはその後ブルースA1とA2号機が運用に復帰したことで改善され、改修後 (2013年以降) の設備利用率はそれぞれ90.78%と90.38%である。
一部のCANDU発電所は建設中にコスト超過(cost overruns)に見舞われ、政府の措置などの外部要因が原因であることがよくあった 。例えば、課せられた多くの建設遅延はオンタリオ州トロント近くのダーリントン原子力発電所のコストを概ね2倍に導いた。技術的な問題と再設計は結果として得られた144億ドルの価格に、さらに約10億ドルが追加された。対照的に、2002年に中国秦山にある2つのCANDU-6炉はスケジュール通りおよび予算通りに完了し、範囲とスケジュールを厳密に管理することに帰せられる成果であった。

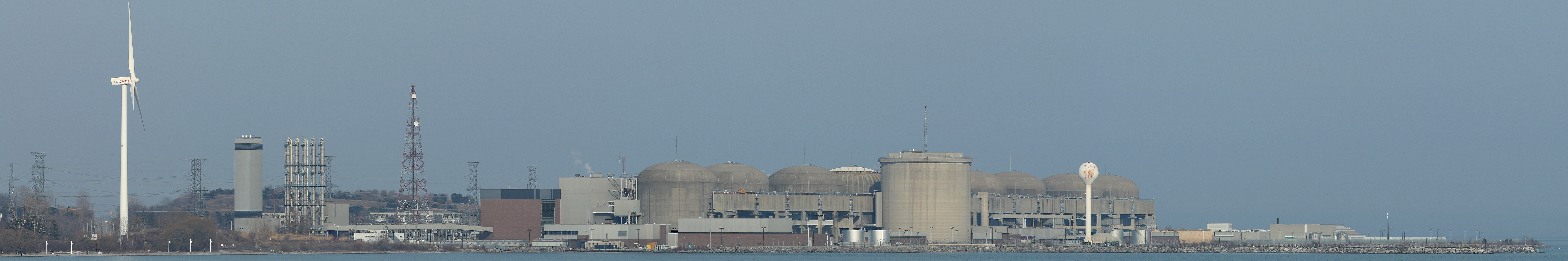
ピカリング原子力発電所(の全景写真)。発電所はドーム型の封じ込め建物に収容された稼働中6つと停止中2つのCANDU炉で構成される。 円筒形の真空ビルは重大な漏れが発生した場合に蒸気が凝縮される追加の安全システムである。

## 核不拡散(性)
核兵器拡散(proliferation)に対するセーフガードの観点から、CANDUは他の原子炉と同程度の国際認証を取得している。インド初の核爆発(1974年の微笑むブッダ作戦)に使われたプルトニウムは、カナダから供給されたCIRUS炉(CIRUS reactor)で生成され、カナダ政府によって部分的に支払われた、米国から供給された重水を使用している。その2基のPHWR炉に加えて、インドにはCANDU設計に基づく保護付き(safeguarded)加圧重水炉 (Pressurised Heavy-Water Reactors : PHWR) がいくつかあり、米国から供給された保護付き軽水炉が2基ある。 
プルトニウムは、これらすべての原子炉使用済み燃料から抽出され; インドは主にドゥルバ(Dhruva)と呼ばれるインドで設計・製造された軍用原子炉に依存している。設計はCIRUS炉から派生したと考えられているが、ドゥルバにいたっては、より効率的なプルトニウム生産のためにスケールアップされている。インドのもっと最近（1998年）のシャクティ作戦の核実験用プルトニウムを製造したと考えられているのはこの原子炉である。
重水は中性子捕獲の影響を比較的受けにくいが、この方法では少量の重水素がトリチウムに変わる。このトリチウムはカナダのいくつかのCANDUプラントから抽出され、主に大量の漏水が発生した場合の安全性を向上させる。ガスは備蓄され、さまざまな商用製品、とりわけ「無電力」の照明システム(例えばルミノックス)や医療機器に使用されている。1985年当時のオンタリオ・ハイドロはトリチウムを米国に販売する計画のせいでオンタリオ州で物議をかもした。この計画は(法律により)、それは非軍事用途への販売のみを含んでいたが、しかし一部の人は輸出が合衆国核兵器計画用アメリカ産トリチウムを解放される可能性を推測した。将来の需要は特に、ITERのような次世代の実験的核融合炉の要求により、生産を上回りそうである。1.5 - 2.1キログラム (3.3 - 4.6 lb)の間のトリチウムはダーリントン分離施設で2003年までに毎年回収され、そのうちの少量が売却された:10。
1998年インドでのシャクティ作戦の一連の実験には、インドが公式に水素爆弾であると主張している約45 TNT換算キロトン (190 TJ)の爆弾が1つ含まれていた。BARC公表の重水 – 特性、生産、分析 における率直なコメントは、商業運転中のCANDUおよびPHWR炉の重水からトリチウムが抽出されたことを示唆しているようである。ジェーンズ・インテリジェンス・レビュー はインド原子力委員会の委員長がトリチウム抽出プラントを認めたが、その用途についてコメントすることを拒否したことを引用している。インドはまた原子炉内でリチウム6を放射線照射することにより、より効率的にトリチウムを生成することができる。

## トリチウム(副)生産
トリチウム(3H)は半減期12.3年を持つ、水素の放射性同位体である。宇宙線との相互作用によって自然界(大気圏上層部)で少量 (地球全体で年間約4 kg)生み出される。低エネルギーの放射性発光（最大18.6 keVのベータ粒子エネルギー）のためトリチウムは弱い放射性核種と考えられている。ベータ粒子は空気中を6 mm移動し、最大6マイクロメートルまでしか皮膚を貫通しない。吸入、摂取、または吸収されたトリチウムの生物学的半減期は10～12日である。
すべての原子炉燃料の中でトリチウムが生成され; 重水素に中性子が取り込まれるため、CANDU炉は冷却材と減速材でもトリチウムを生成する。このトリチウムの一部は格納容器に逃げ、通常は回収され; わずかな割合 (約1%) が格納容器から漏れ出し、通常の放射性物質の放出と見なされる (これは同サイズの軽水炉からの放出(量)よりも高い)。CANDUプラントの責任ある運用には、したがって周囲環境でのトリチウム監視をすること (および結果を公表すること) が含まれる。
一部のCANDU炉ではトリチウムが定期的に抽出される。カナダにあるCANDUプラントからの典型的な排出量は、国際放射線防護委員会 (ICRP) のガイドライン  (例えば、カナダにおけるトリチウムの最大許容飲料水濃度は、7,000 Bq/Lであり、ICRPの公衆線量限度の1/10に相当する)に基づく国の規制限度の1%未満である。他のCANDUプラントからのトリチウム排出量も同様に低い。
一般に、原子力発電所からの放射性物質の放出については大きな論争があり、CANDUプラントの場合、主な懸念事項の1つはトリチウムである。2007年にグリーンピースはイアン・フェアリーによるカナダの原子力発電所からのトリチウム放出の批判を公表した。この報告はリチャード・オズボーンによって批判された。

## 歴史
CANDUの開発努力は時間をかけて4つの主要な段階を経てきた。最初のシステムは出力制限がされた実験用試作機であった。これらは500~600 MWeの第2世代機(CANDU-6)に置き換えられ(900 MWeのより大きなマシンの系譜)、そして最終的にCANDU-9とACR-1000の労作に発展した。

### 初期の取り組み
カナダ初の重水減速設計はZEEPであり、第二次世界大戦の終戦直後に運用を開始した。ZEEPは1947年のNRXや1957年のNRUなど、他のいくつかの実験機がこれに加わった。これらの努力は最初のCANDU型原子炉(オンタリオ州ロルフトンにあるNuclear Power Demonstration (NPD))につながった。これは概念実証を目的としており定格はわずか22 MWeであり、商用発電炉としては非常に低出力である。NPDはカナダ初の原子力発電を行い、1962年から1987年まで正常に稼働した。
2台目CANDUは(オンタリオ州キンカーディン(Kincardine)近郊に位置し定格約200 MWeのよりパワフルなバージョンである)ダグラス・ポイント(Douglas Point)原子炉だった。1968年に就役し1984年まで稼働した。CANDUステーションの中でもユニークな点として、ダグラス・ポイントには原子炉が運転中であっても、原子炉の東面が見える油で満たされた窓があった。ダグラス・ポイントは当初2ユニットのステーションとして計画されていたが、しかしピカリング(Pickering)でのより大きな515 MWeユニットの成功により、2番目のユニットはキャンセルされた。

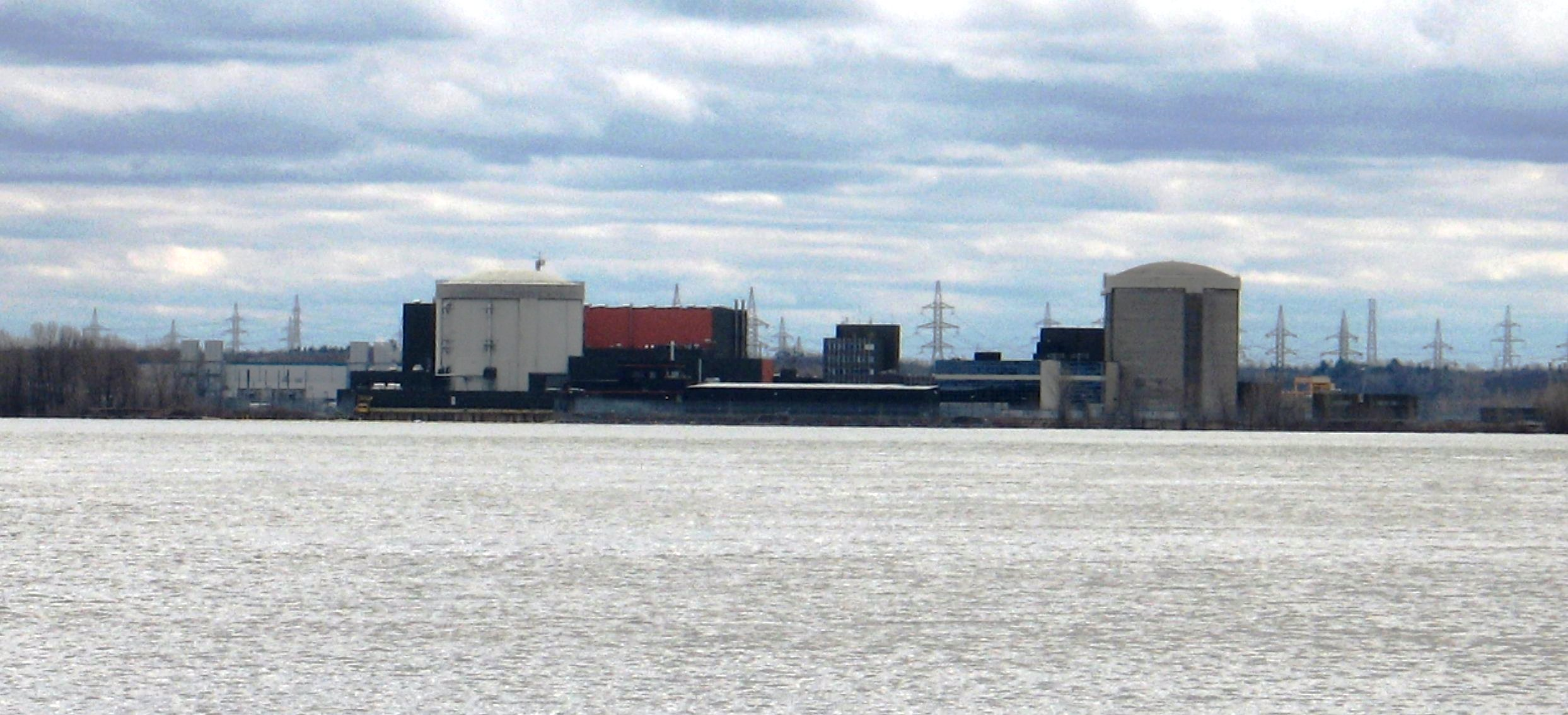
ジャンティイ1号機 (右) と2号機 (左)

ケベック州トロワ・リヴィエール(Trois-Rivières)近く、ベカンクール(Bécancour)にあるジャンティイ1号機(Gentilly-1)は実験的なCANDUのバージョンでもあり、沸騰軽水冷却材と垂直圧力管を使用していたが、成功したとは見なされず7年間の断続的な運用の後に閉鎖された。 ジャンティイ2号機(CANDU-6炉)は1983年に操業を開始した。2012年9月に次期ケベック党(Parti Québécois)政府がジャンティイを閉鎖するという声明を発表した後、 オペレーター(イドロ・ケベック, Hydro-Québec)は、以前に発表されたプラント改修をキャンセルすることを決定し、2012年末に経済的理由を根拠に閉鎖決定を発表した。同社は18億ドルの費用がかかると見積もられる50年廃炉プロセスを開始した。
古典的CANDU設計と並行して、実験的変種が開発されていた。(マニトバ州ピナワ(Pinawa, Manitoba)にあるAECLのホワイトシェル研究所(Whiteshell Laboratories)に位置する)WR-1は垂直圧力管と有機油を一次冷却材として使用した。使われた油は水よりも沸点が高く、原子炉が従来炉よりも、より高温低圧での運転を可能にする。 WR-1の出口温度はCANDU-6の公称310 °Cと比較して約490 °Cだった; より高温とその結果として熱力学的効率は油が水の約半分の熱容量を持っているという事実をある程度相殺する。より高い温度は同様に蒸気および、最終的に、電気へのより効率的な変換という結果をもたらした。WR-1は長年にわたって正常に動作し、水冷バージョンよりも大幅に高い効率が約束された。

### 600 MWeの設計
NPDとダグラス・ポイントでの成功により、オンタリオ州ピカリングに最初のマルチユニット・ステーションを建設する決定が下された。(1～4号機からなる)ピカリングAは1971年に就役した。5～8号機のピカリングBは1983年にオンラインになり、4,120 MWeの全発電所容量をもたらす。発電所は送電コストを削減するためトロント市に非常に近い。
ピカリングの基本設計に対する一連の改良は、1980年代初頭に初めて運用が開始されたCANDU-6設計につながった。CANDU-6は基本的に単一の原子炉ユニットで構築できるよう再設計されたピカリング発電所のバージョンであった。CANDU-6はケベック州のジャンティイ2号機とニューブランズウィック州のポイント・ルプロー原子力発電所を含む、オンタリオ州以外のいくつかの施設で使用された。CANDU-6はアルゼンチン、ルーマニア、中国、韓国に輸出された設計を含む、外国のCANDUシステムの大部分を形成する。CANDU-6設計に基づかないCANDUシステムを運用しているのはインドだけである。

### 900 MWeの設計
原子力発電所の経済性(economics of nuclear power plants)は一般に規模に応じて大きくなる。このより大きなサイズでの改善は、需給効果を通じて電力価格低下につながる送電網上に大量の電力が突然出現することによって相殺される。1960年代後半の予測では電力需要の増加がこれらの価格下落圧力を圧倒し、ほとんどの設計者が1000 MWeレンジの発電所を導入することになることを示唆していた。
ピカリングAは1970年から87年にかけて段階的に建設されたブルース原子力発電所(Bruce Nuclear Generating Station)のような大規模化の取り組みがすぐ続いた。それは北アメリカで最大の原子力施設であり世界では(日本の柏崎刈羽に次いで)2番目に大きく(原子炉1基あたり約800 MWe、計8基)合計でグロス7,276 MW、ネット6,232 MWであった。もう1つの(より小規模な)大規模化はブルース発電所に似たダーリントン原子力発電所の設計につながったが、4基の原子炉ステーションで1基あたり約880 MWeを送り届けた。
ピカリングの設計がCANDU-6に発展した場合と同様に、ブルースの設計は同様のCANDU-9にも発展した。CANDU-6と同様に、CANDU-9は基本的にブルースの設計を再パッケージ化したものであるため、単一の原子炉ユニットとして構築できる。(こんにちまで)CANDU-9原子炉は建設されていない。

### 第3世代+(炉)の設計
1980年代から90年代を通して原発市場は、北アメリカかヨーロッパで新しいプラントがほとんど建設されないことにより、大暴落に苦しんだ。設計作業は終始継続され、劇的に改善された安全性、資本コスト、経済性そしてパフォーマンス全体をもつ新しい設計コンセプトが導入された。原子力ルネッサンス(nuclear renaissance)が進行中であり、そして今後10年間で多数の新しい原子炉が建設されることが表面化した時、これら第3世代+と第4世代機は2000年代初頭にかなりの関心を集めた話題となった。
AECLは(CANDU-6とCANDU-9の最新版の要素を使用して)設計出力700 MWeを持つACR-700として知られる設計に取り組んでいた。原子力ルネッサンスの時(during)、初期に見られた大規模化が再掲されACR-700は1200 MWeのACR-1000に発展した。ACR-1000は次世代(公式には、 "第3世代+")CANDU技術であり、これは既存のCANDU設計にいくつかの大幅な変更が加えられる。
主な変更点であり、CANDU世代の中で最も革命的なのは、冷却剤として加圧軽水を使用することである。これは高価な重水で満たす必要がなくなった一次冷却ループの実装コストが大幅に削減される。ACR-1000は前世代の設計で必要な重水の約1/3を使用する。また運用中のCANDU設計におけるトリチウム漏れの主な原因である、冷却剤ループでのトリチウム生成も排除する。再設計は同様にすべての第3世代+機の主要な設計目標である、わずかな負のボイド反応性を可能にする。
この設計では同様に1~2%程度に濃縮された、低濃縮ウラン(slightly enriched uranium)の使用を要求する。その主な理由は燃焼率を上げて、(燃料)束を原子炉内により長く留まらせ、使用済み燃料を3分の1しか生成しないようにするためである。同様にこれは給油頻度が減少するため、運用コストとタイムテーブルに影響を与える効果がある。以前のCANDU設計と同様に、ACR-1000もオンライン燃料補給を提供する。
原子炉外では、ACR-1000に資本コストと運用コストを大幅に削減することが期待される多くの設計変更が加えられている。これらの変更点の主なものは60年の設計寿命であり、プラント寿命にわたって発電価格を劇的に引き下げる。この設計では90%の予想設備利用率も備える。高圧蒸気発生器とタービンは原子炉下流の効率を改善する。
運用設計変更の多くは既存のCANDU-6にも適用され強化されたCANDU-6を生み出した。これはCANDU-6eまたはEC-6とも呼ばれ、1基あたりグロス出力740 MWeを備えるCANDU-6設計の進化的アップグレードであった。原子炉は50年以上の寿命を持ち、例えば燃料チャンネルのような主要コンポーネントの一部を交換する中年プログラムを備えるよう設計されている。計画された平均年間設備利用率は90%以上である。 (モジュラー、オープントップ・アセンブリを含む) 建設技術の改善により、建設コストが削減される。CANDU-6eは以前の設計よりもはるかに優れ、需要負荷に合わせて調整できるよう50%という低電力設定で動作するように設計されている。

### カナダでの販売活動
ほとんどの場合、CANDUは「オンタリオの原子炉」である。このシステムはオンタリオ州でほぼ完全に開発され、他の州では2つの実験的設計のみが構築された。建設された29基の商用CANDU炉のうち、22基がオンタリオ州にある。これら22基のうち、多くの原子炉が使用を中止した。2つの新しいCANDU炉がダーリントンに提案されており、カナダ政府が資金提供を支援しているが、 しかし、これらの計画はコスト高のため2009年に終了した。
AECLはカナダ国内でCANDUを大々的に売り込んでいるが、しかしレセプションが限られていることがわかった。今日まで、他の州では非実験的な原子炉が2基しか建設されておらず(ケベック州とニューブランズウィック州にそれぞれ1基ずつ)、他の州は水力と石炭火力発電所に集中している。カナダのいくつかの州では大量の水力発電が開発された。アルバータ州とサスカチュワン州には豊富な水力資源がなく、主に化石燃料を使用して発電している。
エネルギーを大量に消費する(現在天然ガスを使用している)オイルサンド抽出プロセスの熱源および電力源と見なされているCANDU炉が、カナダ西部(Western Canada)で関心が示されている。Energy Alberta Corporationは2007年8月27日に、カーディナル湖(Cardinal Lake、アルバータ州ピースリバー町(Peace River, Alberta)の西30 km)で、2017年にオンライン予定の2.2GW(gigawatts、電気)を発電する2基のACR-1000炉を持つ、新しい原子力発電所を建設する許可を申請したことを発表した。2007年の議会審査では開発活動を留保することが提案された。同社は後に、プラントを計4.4GWの4基に拡張することを提案した、ブルース・パワーに買収された。これらの計画は覆され、ブルースは後にカーディナル湖への申請を取り下げ、代わりに約60 km離れた新しい場所を提案した。一般大衆との広範な協議の後、人口の約1⁄5が原子炉にオープンな一方で、1⁄4は反対であることが示され、計画は現在瀕死の状態である。

### 海外販売
1970年代には、多くの国営原子力企業は各国政府の外国大使館の支援を受けており、国際的な原子力販売市場は非常に競争が激しかった。加えて、米国での建設のペースはコスト超過と完成遅れはおおむね終わっており、そして後続の原子炉は安価になることを意味していた。カナダ(国際市場で比較的新しいプレイヤー)は、これらの(販促)活動において数多くの手枷足枷を抱えていた。CANDUは主要な産業基盤のない国での建設に適すよう、非常に大きな機械加工部品の必要性を減らすように意図的に設計された。販売努力は他企業からの設計を現地で構築することができなかった国で最も成功した。
1970年代後半に、AECLは原子炉1基の販売ごとに3,600人のカナダ人が雇用され、その結果3億ドルの国際収支所得が得られるということを特筆した。これらの販売活動は主に独裁もしくはそれに準ずる政権などによって運営されている国を対象としており、事実議会で深刻な懸念を引き起こした。またこれらの活動は数百万ドルが(彼らが誰であるか、またお金を稼ぐために何をしたかについての記録が殆ど若しくは全くない)外国の販売代理店に渡されたことが発覚したとき、スキャンダルを引き起こした。これはアルゼンチンでの販売活動に関する疑問が提起された後、王立カナダ騎馬警察(Royal Canadian Mounted Police)の調査と、今後の販売における手数料の完全開示に関する新しい規制につながった。
CANDUの最初の成功は初期のCANDU設計のインドへの販売であった。1963年に、ダグラス・ポイント炉に基づく200 MWe発電炉の輸出契約が調印された。取引の成功は1966年の同設計の2番目の原子炉の販売につながった。最初の原子炉(その後「ラジャスタン原子力プロジェクト」のRAPP-1として知られる)は1972年に運転を開始した。原子炉のエンドシールドの割れによる深刻な問題は原子炉が長期間停止することになり、最終的に100 MWに格下げされた。1974年にインドが最初の原爆を爆発させたときRAPP-2原子炉の建設はまだ進行中であった、カナダが同国との核取引を終わらせることになる。販売契約の一部は技術移転プロセスであった。カナダが開発から撤退したとき、インドは全国でCANDUライクなプラントの建設を続けた。2010年までに、CANDUベースの原子炉は次のサイトで稼働していた: Kaiga (3基)、カクラパー (2基)、マドラス (2基)、ナローラ (2基)、ラジャスタン (6基)、そしてタラプール (2基)。
パキスタンでは、137 MWeのグロス容量を備えるカラチ原子力発電所(Karachi Nuclear Power Plant)は1966年から1971年にかけて建造された。
1972年に、AECLはイタリア企業のItalimpiantiと提携してアルゼンチンのComision Nacional de Energia Atomica(es, en)プロセスにピカリングプラントに基づく設計を提出した。建設中の高インフレは巨額の損失をもたらし、そして1976年3月のビデラ将軍率いるクーデターによりこの取引を再交渉する取組みは中断された。エンバルス原子力発電所(Embalse Nuclear Power Station)は1984年1月に商業運転を開始した。カナダ、中国、アルゼンチン間の2007年の合意を含め、その国でさらにCANDU-6炉を開設するための交渉が進行中だが、現在のところ確固たる計画は発表されていない。
ルーマニアとのライセンス契約は1977年に調印され、CANDU-6の設計を最初の4基の原子炉では1基あたり500万ドルで販売し、次の12基ではそれぞれ200万ドルで販売される。加えて、カナダ企業は原子炉用機器(最初の原子炉の8億ドルの値札の内約1億ドル)をさまざまな量を供給し、時間の経過とともに下落した。1980年、ニコラエ・チャウシェスク(Nicolae Ceaușescu)は現金の代わりに商品を提供するよう変更を求め、引き換えにカナダの内容の量が増加し、2番目の原子炉がカナダの支援を受けて建設されることになった。国内の経済問題は終始建設段階全体でさらに悪くなった。チェルナヴォダ原子力発電所(Cernavodă Nuclear Power Plant )の最初の原子炉は1996年4月にオンラインになったばかりで、1985年12月にスタートアップを予測してから10年後のことであった。2007年11月にオンラインになった、2番目の原子炉の完成のためにさらに融資が手配された。
1975年1月には、韓国で建設される単一のCANDU-6原子炉(現在はウォルソン-1発電炉として知られる)についての取引が発表された。1977年に建設が開始され1983年4月に営業運転が開始された。1990年12月、同じサイトにある(1997年から1999年にかけて操業を開始した)追加の3基について、さらなる取引が発表された。韓国はまた、ウェスティングハウスと彼らの改良型System-80炉設計について、開発および技術移転契約を交渉した、 そして今後の開発はすべて、この原子炉のローカルに構築されたバージョンに基づいている。
1998年6月、中国の秦山にある秦山原子力発電所の計画中施設11基の内フェーズⅢ (4および5号機) としてCANDU-6炉を着工した。2002年12月と2003年7月にそれぞれ営業運転を開始した。これらは中国初の重水炉である。秦山はオープントップの原子炉建屋建設を使用する最初のCANDU-6プロジェクトであり、予定日よりも早く商業運転が開始された最初のプロジェクトである。
CANDU Energyは、中国でのマーケティング活動を継続している。さらに、中国とアルゼンチンは700 MWeのCANDU-6から派生した原子炉を建設する契約に合意した。建設は2018年にAtuchaで開始される予定である。

### 経済性(能)
いかなる発電所からの電気のコストは、ほぼ同じ因子の選択によって計算できる: 建設のための資本コストもしくはその資本を確保するために行われたローンの支払い、ワット時ベースの燃料費、および固定および変動メンテナンス料。原子力の場合、1つは通常2つの追加コストを含む、 恒久的な廃棄物処理のコストと、その耐用年数が終わったときプラントの廃止費用。一般的に、発電量が非常に大きいので燃料費と維持費を圧倒し、資本コストが原子力(発電所)の価格を支配する。世界原子力協会は(すべての処理を含む)燃料費はkWhあたり1セント (0.01米ドル) 未満であると計算する。
CANDUにおける経済パフォーマンスに関する情報はいくぶん偏っている; 原子炉の大部分はオンタリオ州にあり、主要なCANDU運営者の中で「最も公開されている」地域でもある。ダーリントン発電所に関する問題に多くの注目が向けられてきたが、オンタリオ州のすべてのCANDU設計は予算を少なくとも25%超過し、平均は見積もりよりも150%以上高かった。ダーリントンは最悪で、予算を350%上回っていたが、しかしこのプロジェクトは進行中の停止によって、繰り返されるとは予想されなかった特別な状況である、高金利の期間中に追加の利息が発生した。
1980年代には、ピカリングA炉の圧力管は水素脆化(hydrogen embrittlement)による想定外の劣化により設計寿命を前に交換した。広範囲にわたる検査とメンテナンスにより後の原子炉ではこの問題が回避された。
ピカリング、ブルース、ダーリントンでの後の世代の運用パフォーマンスの復元に集中するために、すべてのピカリングAおよびブルースA炉は1999年に閉鎖された。ピカリングA炉を再起動する前に、OPGは限定的な改修プログラムを実施した。不適切なプロジェクト範囲の開発に基づく元の費用と時間の見積もりは実際の時間とコストを大幅に下回り、ピカリング2・3号機は商業上の理由から再起動しないことが決定された。
これらの超過はブルースでも繰り返され、3・4 号機は予算を90%上回って稼働している。似たような超過はポイント・ルプローでも経験され、そしてジャンティイ-2プラントは2012年12月28日に閉鎖された。
1994年における計画された資本コスト(ならびに燃料と稼働中のメンテナンスの低コスト)に基づくCANDUからの電力は、5セント/kWhをはるかに下回ると予測されていた。
1999にオンタリオ・ハイドロはバラバラになった、そしてその発電設備はオンタリオ・パワー・ジェネレーション（OPG）に再編成された。 後継会社を個人投資家にとってより魅力的なものにするために、194億ドルの「座礁債務(stranded debt)」がオンタリオ電力金融公社の管理下に置かれた。この負債は(すべての電力に対する0.7セント/kWhの関税、すべての事業会社が支払うすべての所得税そして、OPGとHydro Oneによって支払われたすべての配当を含む)さまざまなソースを通じてゆっくりと返済された。
2022年10月現在、ダーリントンは全4基の10年に及ぶ大規模改修プロジェクトの後半に突入し、それらは設計寿命中期に到達した。予算は125億ドルに設定され、6~8セント/kWhで発電することを計画した。プロジェクトは現在、予定どおり、予算どおりである。
ダーリントン1・3・4号機平均耐用年数の年間設備利用率は85%で運用されており、また2号機の設備利用率は78%であった、2010年現在、ピカリングとブルースの改装されたユニットは生涯寿命設備利用率が59～69%であった。これには再配管および改修のためにユニットが停止していた数年間の期間が含まれる。改修後の設備利用率はブルースA1は90.78%、ブルースA2は90.38% (2013年以降)、ピカリングA1は71.18%、ピカリングA4 は70.38%と、はるかに高くなっている。2009年、彼らが真空ビルの大規模な停電を経験した年に、ブルースA3・4号機の設備利用率はそれぞれ80.5%と 76.7%であった。

## 現在稼働中のCANDU炉
今日世界中で31基のCANDU原子炉が使用されており、そして13基はインドでCANDU設計から開発された "CANDU-派生" 炉である。1974年にインドが原爆を爆発させた後、カナダはインドとの核取引を止めた。その内訳は次のとおりでである:
| 国               | 状況                                                         | 発電所の一例           |
| ---------------- | ------------------------------------------------------------ | ---------------------- |
| カナダ(en)       | 19基稼働中、そして5基廃止。                                  | ブルース、ダーリントン |
| インド(en)       | 2基稼働中、CANDU-派生13基稼働中、そしてCANDU-派生5基建設中。 | ラージャスターン       |
| アルゼンチン(en) | 1基稼働中、そして1基計画済み。                               | エンバルセ(en)         |
| 中国(en)         | 2基稼働中。                                                  | 秦山3                  |
| 韓国             | 3基稼働中、そして1基シャットダウン。                         | 月城1-4号機            |
| ルーマニア(en)   | 2基稼働中、そして3基部分的に建設済みで休止状態。             | チェルナボーダ(en)     |
| パキスタン(en)   | 1基シャットダウン。                                          | カラチ(en)             |

| カナダ(en)         | 炉型式                              | 熱出力               | 電気出力          | 燃料の種類   | 燃料温度 （被覆材・燃料） | 冷却材圧力 |
| ------------------ | ----------------------------------- | -------------------- | ----------------- | ------------ | ------------------------- | ---------- |
| ダグラス・ポイント | 重水減速加圧重水冷却炉 （圧力管型） | 70.1万kW (701 MW)    | 22.0万kW (220 MW) | 二酸化ウラン | 301℃・1,930℃              | 87気圧     |
| ピカリング         | 重水減速重水冷却炉 （圧力管型）     | 174.4万kW (1.744 GW) | 54.0万kW (540 MW) | 二酸化ウラン | 304℃・2,000℃              | 88.5気圧   |

- 2002年1月現在、世界の32炉/438炉がCANDU炉
- ダグラス・ポイント発電所（英語版）はCANDU炉仕様の原型炉一基を運転していたがすでに閉鎖された。
- ピカリング発電所はCANDU炉仕様の商用炉4基を1ユニットとしAとBの二つのユニットを運転していた。2015年現在、ピカリングAの2・3号機は燃料が抜き取られ停止中である（ただし廃炉ではない）。

## 沿革
| 年   |                                                                    |
| ---- | ------------------------------------------------------------------ |
| 1944 | チョークリバー研究所（ディープリバー）に重水炉建設プロジェクト発足 |
| 1962 | 原型炉NPD (Nuclear Power Demonstration) 完成                       |
| 1968 | ダグラスポイント発電所にて営業運転開始                             |
| 1983 | 大韓民国・月城原子力発電所にて営業運転開始                         |
| 2002 | 中華人民共和国・秦山原子力発電所にて営業運転開始                   |

### 日本への導入検討経緯
1976年、電源開発株式会社がカナダへCANDU炉の視察団を派遣、通産省もCANDU炉を念頭に置いた発電用新型炉等実用化調査委員会を発足。さらに原子力委員会の新型動力炉開発専門部会にてCANDU炉に関心が示されるなど、CANDU炉の日本導入が検討され始めた。しかしながら1979年、原子力委員会はCANDU炉について、
- 耐震性を考慮した改造を行う必要性
- 使用済み核燃料が多くなり、再処理経費が多く掛かること
- 資金、人材の分散を避ける必要性

を理由にあげ、現段階で積極的理由がないと結論付けたことから、導入議論は一気に下火となった。

## 特徴
- 中性子の減速に重水を使用する

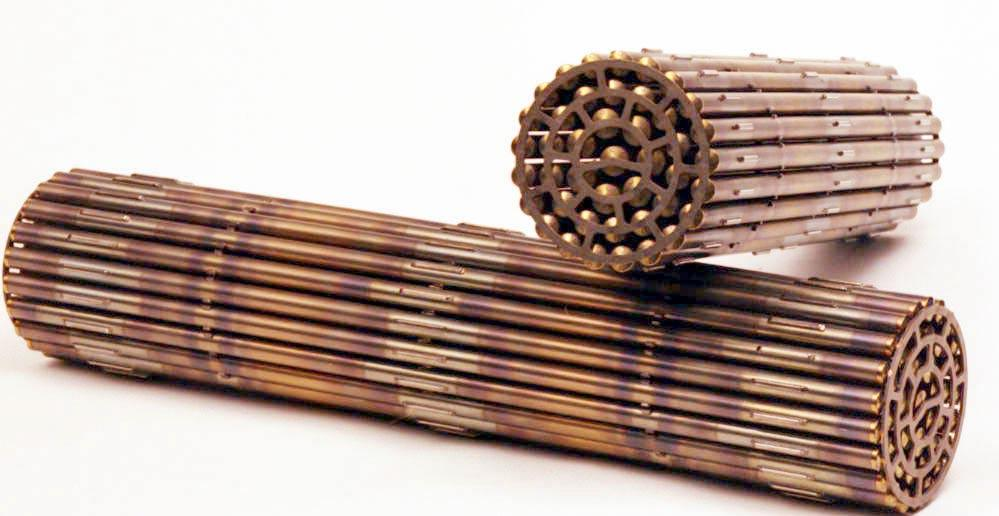
CANDU炉で使用される燃料集合体。長さ50cm、直径10cmほどの大きさである。

- 天然ウランが使用できるため、ウラン濃縮の必要性がない。
  - この点は、ウラン資源が豊富なカナダにおいては、特に利点となる
- ウランがない場合はトリウムから資源を得る事ができる
- 天然ウランから効率的にプルトニウムを生産できる
  - そのため原爆用プルトニウムの生産に使われたこともある（1974年のインドの核実験）
- 運転中燃料交換が可能である

## 問題
- プルトニウムの生成量が通常の軽水炉の２倍となり使用済燃料再処理費用が高くなる。
- 大量の重水を使用するため、その調達にかかるコストが高い。
  - 重水を使用している為、トリチウムの生成量が多い。

### 兄弟炉
- en:ZEEP炉
- en:CIRUS炉 / en:Dhruva
- 改良型CANDU炉
- ふげん（日本） - 重水減速沸騰軽水冷却型、CANDU-B炉 燃料集合体を収めた圧力管が垂直に装着される